# Elomeryx
Elomeryx — вимерлий рід парнопалих і один з найдавніших відомих антракотерій. Рід був надзвичайно широко поширений, вперше виявлений в Азії в середньому еоцені, в Європі в останньому еоцені і поширився в Північній Америці на початку олігоцену.
Elomeryx мав довжину тіла приблизно 1.5 метра і мав довгу голову, трохи схожу на коня. Він мав невеликі бивні, які використовував для виривання рослин, і ложкоподібні різці, які ідеально підходили для висмикування та обрізання водних рослин. У Еломерикса були п'ятипалі задні ноги та чотирипалі передні, що дозволило отримати широкі лапи, завдяки яким було легше ходити по м'якому багнюці. Ймовірно, він мав подібні звички до сучасного бегемота, з яким він міг бути спорідненим.